# Mobile County
Mobile County är ett administrativt område i delstaten Alabama, USA, med 412 992 invånare. Den administrativa huvudorten (county seat) är Mobile. 

## Geografi
Enligt United States Census Bureau så har countyt en total area på 4 258 km². 3 194 km² av den arean är land och 1 064 km² är vatten. 

### Angränsande countyn
- Washington County - nord
- Baldwin County - öst
- Jackson County, Mississippi - sydväst
- George County, Mississippi - väst
- Greene County, Mississippi - nordväst